# Бойова управа українських січових стрільців
Бойова управа українських січових стрільців — комітет для організації та поповнення легіону УСС.

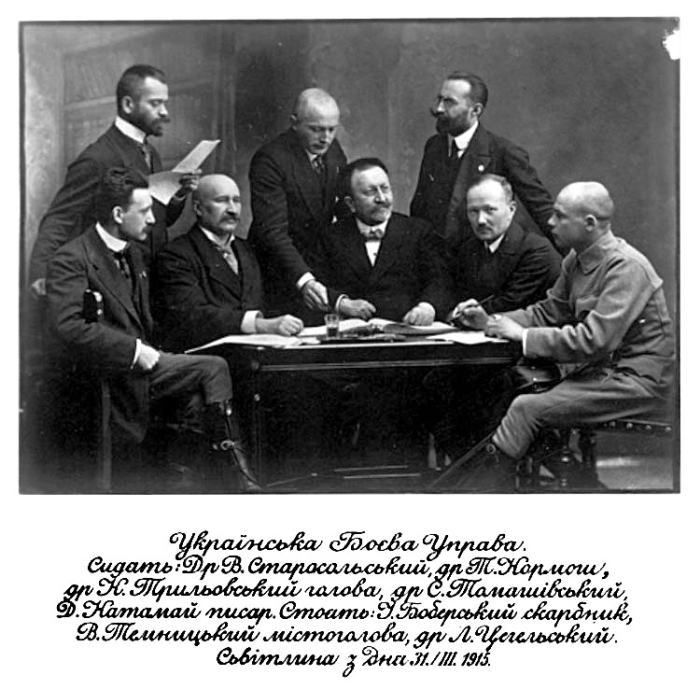
Бойова управа. 31 березня 1915 р. Відень. Сидять (зліва направо): доктори В. Старосольський, Т. Кормош, К. Трильовський (голова), С. Томашівський, Д. Катамай (писар). Стоять: І. Боберський (скарбник), В. Темницький, доктор Л. Цегельський (заступ. голови).

Засновано у Львові 4 серпня 1914 року з делегатів ГУР, Січового Союзу та товариства «Сокіл»; діяла до 1918 року. За голову був Кирило Трильовський (згодом Степан Смаль-Стоцький), заступником Степан Шухевич. Від початку вересня 1914 до 1918 року діяла у Відні. Опрацювала статут про порядок набору до легіону. Забезпечувала поповнення стрільцями й офіцерами, видавала брошури та листівки.